# 卡佩斯唐
卡佩斯唐（法語：Capestang，法語發音：[kapɛstɑ̃]）是法国埃罗省的一个市镇，属于贝济耶区。

## 地理
卡佩斯唐（43°19'44"N, 3°2'40"E）面积39.56 平方千米，位于法国奧克西塔尼大區埃罗省，该省份为法国南部沿海省份，南濒地中海，西南接奥德省，西北接塔恩省和阿韦龙省，东北与加尔省接壤。
与卡佩斯唐接壤的市镇（或旧市镇、城区）包括：乌韦扬、波耶、莫雷扬、蒙塔迪、蒙泰尔、尼桑莱藏塞吕讷、皮塞吉耶、卡朗特。

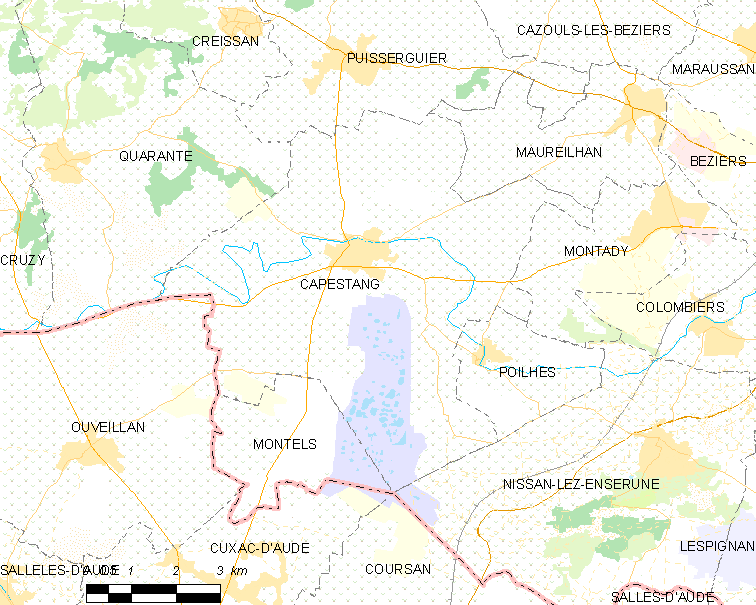
卡佩斯唐的OSM定位图

卡佩斯唐的时区为UTC+01:00、UTC+02:00（夏令时）。

## 行政
卡佩斯唐的邮政编码为34310，INSEE市镇编码为34052。

## 政治
卡佩斯唐所属的省级选区为圣庞斯德托米耶尔县。

## 人口

1962-2008年间卡佩斯唐人口变化图示

卡佩斯唐于2022年1月1日时的人口数量为3413人。